# Callbach

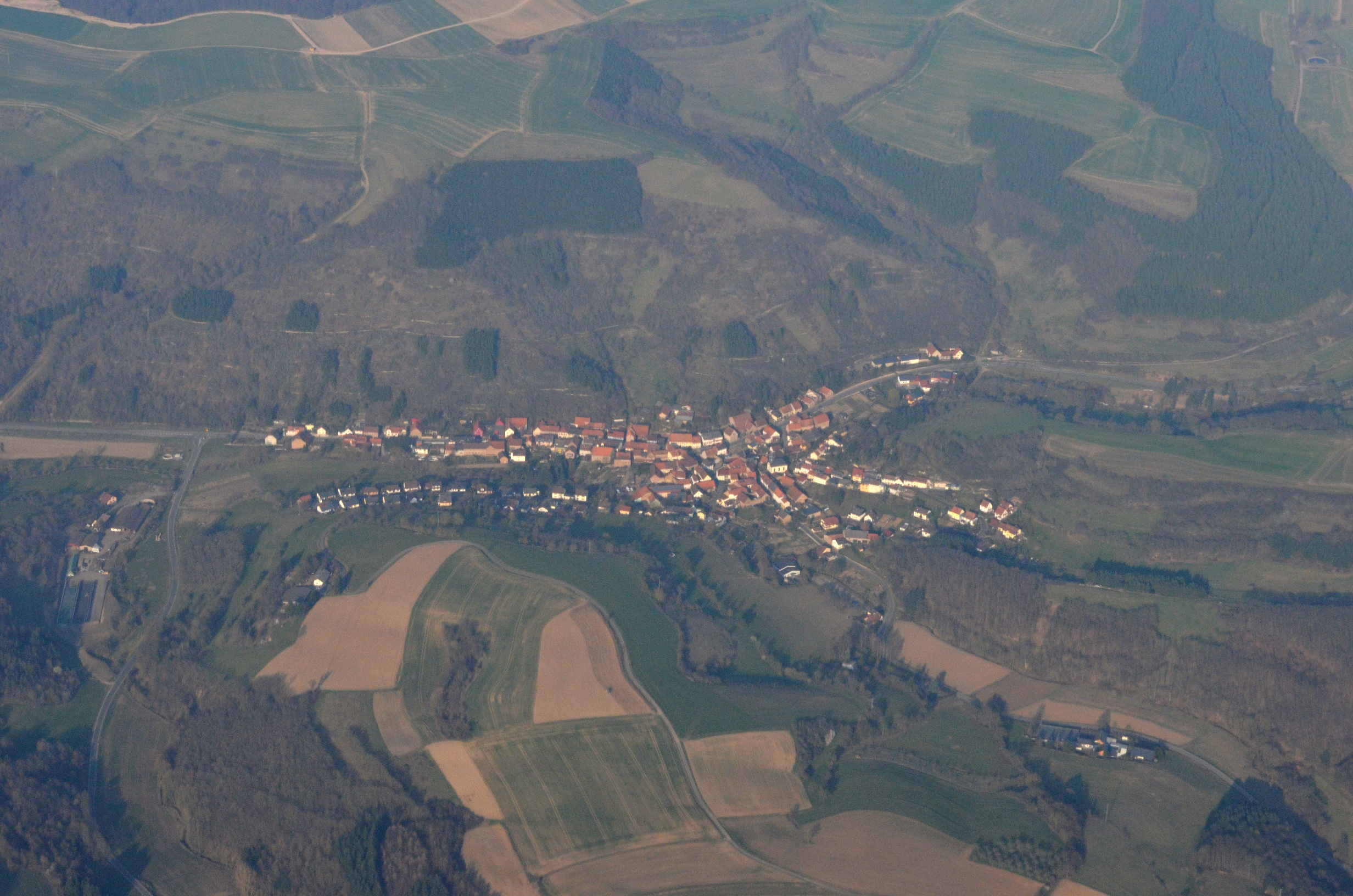
Luftbild des Orts Callbach

Callbach ist eine der Verbandsgemeinde Nahe-Glan angehörende Ortsgemeinde im rheinland-pfälzischen Landkreis Bad Kreuznach in Deutschland.

## Geographie
Das Straßendorf liegt im Nordpfälzer Bergland am Eschelbachtal, einem Seitental des Glan. Im Westen befindet sich Meisenheim, im Osten Unkenbach und südlich liegt Schmittweiler.
Zu Callbach gehört auch der Wohnplatz Lindenhof.

## Geschichte
Callbach wurde erstmals erwähnt im Jahr 1293 in einer Urkunde des Grafen Heinrich I. von Veldenz. Das Dorf gehörte zum Meisenheimer Besitz der Grafschaft Veldenz, der im Wesentlichen aus Lehensgut des Erzbistums Mainz bestand. Durch Erbgang kam Callbach zusammen mit Meisenheim 1444 an Pfalz-Zweibrücken. 1798 wurde Callbach dem neuen Departement Donnersberg zugeteilt, während der links des Glans liegende Teil des Oberamts Meisenheim dem neuen Departement Saar zugeschlagen wurde. Nach dem Wiener Kongress gehörte Callbach zum Rheinkreis in Königreich Bayern, wo es als Pfalz (Bayern) bis 1946 verblieb. Bei der rheinland-pfälzischen Verwaltungsreform 1969 wurde es vom Landkreis Rockenhausen in den Landkreis Bad Kreuznach umgegliedert. In kirchlicher Hinsicht gehört Callbach weiterhin zur Evangelischen Kirche der Pfalz und zum Bistum Speyer.
Statistik zur Einwohnerentwicklung
Die Entwicklung der Einwohnerzahl von Callbach, die Werte von 1871 bis 1987 beruhen auf Volkszählungen:
| Jahr | Einwohner |
| ---- | --------- |
| 1815 | 391       |
| 1835 | 556       |
| 1871 | 580       |
| 1905 | 594       |
| 1939 | 540       |
| 1950 | 541       |
| 1961 | 540       |

| Jahr | Einwohner |
| ---- | --------- |
| 1970 | 540       |
| 1987 | 423       |
| 1997 | 435       |
| 2005 | 419       |
| 2011 | 401       |
| 2017 | 368       |
| 2023 | 337       |

## Politik

### Bürgermeister
Ortsbürgermeister war bis 2024 Uwe Mauritz. Seine Wahl erfolgte am 1. August 2019 durch den Gemeinderat, nachdem bei der Direktwahl am 26. Mai 2019 kein Kandidat angetreten war. Er wurde damit Nachfolger von Lothar Geib (SPD), der nicht mehr kandidiert hatte. Zur Direktwahl am 9. Juni 2024 trat Mauritz nicht an. Stattdessen wurde Veit-Uwe Mohr ohne Gegenkandidaten mit 68,0 % der Stimmen zum neuen Bürgermeister gewählt.

### Wappen
| Wappen von Callbach | Blasonierung: „In silbernem Schild ein blauer schräglinker Wellenbalken, oben ein wachsender, rot bewehrter Löwe, unten eine blaue Schneeflocke.“ |
| Wappen von Callbach | Wappenbegründung: Zum Veldenzer Löwen die den namensgebenden Wasserlauf versinnbildlichende (heraldisch: sprechende") Benennung nach der Ortsnamensendung -bach. Der Schneekristall steht für die Namensdeutung zur Dorfentstehung „am kalten Bach“. |

## Verkehr
Durch den Ort verläuft die Bundesstraße 420. In Staudernheim ist ein Bahnhof der Nahetalbahn.